# Gomphidia gamblesi
Gomphidia gamblesi là loài chuồn chuồn trong họ Gomphidae. Loài này được Gauthier mô tả khoa học đầu tiên năm 1987.